# Анна Нагерні
Анна Нагерні (нар. 24 вересня 1954) — українсько-американська математикиня, економістка, педагогиня й авторка в галузі управління операціями. Нагерні є професором Меморіалу Джона Ф. Сміта в Школі менеджменту Ісенберга в Массачусетському університеті в Емгерсті. Докторським радником Нагерні в Університеті Брауна була Стелла Дафермос. Анна зробила свій внесок у багато різних напрямків досліджень операцій і любить проводити свій час, вивчаючи парадокс Бреса.

## Публікації
- 1996. Прогнозовані динамічні системи та варіаційні нерівності з додатками . З Дінгом Чжан. Видавництво Kluwer Academic.
- 1997. Фінансові мережі: статика і динаміка . З Ставросом Сіокосом. Спрінгер.
- 1999. Екологічні мережі: основи для прийняття економічних рішень та аналіз політики . З Канвалруп Кеті Дханда, і Падма Рамануям. Видавництво Едуарда Елгара.
- 1999. Мережева економіка: підхід варіаційної нерівності . Видавництво Kluwer Academic.
- 2000. Мережі сталого транспорту " . Видавництво Едуарда Елгара.
- 2002. Supernetworks: прийняття рішень для інформаційного віку . З Жане Донг. Видавництво Едуарда Елгара.
- 2003. Інновації у фінансово-економічних мережах . (Редактор). Видавництво Едуарда Елгара.
- 2006. Економіка мережі постачання: динаміка цін, потоків і прибутків . Видавництво Едуарда Елгара.
- 2009. Тендітні мережі: виявлення вразливостей та синергії в невизначеному світі . З Цян Цян. Wiley.
- 2013. Мережі проти часу: аналітика ланцюжка поставок для швидкопсувних продуктів . З Мін Юй, Аміром Масумі і Ладимером Нагурні. Спрінгер шорти в оптимізації.
- 2016. Конкуренція за якістю ланцюга постачання: перспектива мережевої економіки . З Донг Лі. Спрінгер.
- 2016. Динаміка катастроф — ключові поняття, моделі, алгоритми та ідеї . (Редактор). З Ілліасом С. Коціреасом і Паносом М. Пардалосом . Springer International Publishing AG.